# Trachyphylliidae
Trachyphylliidae é uma família de cnidários antozoários da subordem Faviina, ordem Scleractinia.

## Géneros
- Callogyra Verrill, 1901
- Trachyphyllia Milne-Edwards & Haime, 1849
- Wellsophyllia Pichon, 1980